# Богуславский, Владимир Григорьевич
Владимир Григорьевич Богуславский (1914—1998) — подполковник Советской Армии, участник Великой Отечественной войны, Герой Советского Союза (1944).

## Биография
Владимир Богуславский родился 22 сентября 1914 года в деревне Плиссы (ныне — Невельский район Псковской области) в крестьянской семье. В 1938 году окончил в Калинине учительский институт, после чего работал учителем. В 1939 году был призван на службу в Рабоче-крестьянскую Красную Армию. С 1941 года — на фронтах Великой Отечественной войны. В том же году вступил в ВКП(б). К июню 1944 года гвардии капитан Владимир Богуславский был заместителем командира гвардейского отдельного учебного стрелкового батальона 67-й гвардейской стрелковой дивизии 6-й гвардейской армии 1-го Прибалтийского фронта. Отличился во время освобождения Белорусской ССР.
24 июня 1944 года Богуславский, выйдя в тыл противника, форсировал Западную Двину в районе деревни Узречье Бешенковичского района Витебской области. Его батальон захватил плацдарм и освободил 15 населённых пунктов, отразил несколько вражеских контратак и форсировал реку Улла.
Указом Президиума Верховного Совета СССР от 22 июля 1944 года капитан Владимир Богуславский был удостоен высокого звания Героя Советского Союза с вручением ордена Ленина и медали «Золотая Звезда».
После окончания войны Богуславский продолжил службу в Советской Армии. В 1945 году он окончил курсы политсостава, в 1949 году — курсы заместителей командиров частей, в 1953 году — курсы усовершенствования офицерского состава. В 1959 году в звании подполковника вышел в отставку. Проживал в Ворошиловграде (ныне — Луганск, Украина). С 1972 года работал заместителем председателя партийной комиссии Артёмовского районного комитета КПСС. Умер 16 марта 1998 года.
Был также награждён орденом Отечественной войны 1-й степени, двумя орденами Красной Звезды, а также рядом медалей.